# Васко Наумовски
Васко Наумовски (на македонска литературна норма: Васко Наумовски) е политик от Северна Македония.

## Биография
Роден е през 1980 година в град Скопие. Завършва международно право в Юридическия факултет на Скопския университет. След това учи магистратура в Рейнския университет „Фридрих Вилхелмс“ в Бон. През 2008 защитава докторат в Скопския университет. От 2008 става доцент в Американския университет в Скопие. На 10 юли 2009 е назначен за вицепремиер, отговарящ за европейските въпроси на мястото на Ивица Боцевски.